# Filosofem

Op under Fjeldet toner en Lur von Theodor Kittelsen

Filosofem (Norwegisch für ‚Philosophem‘) ist das vierte Album von Varg Vikernes’ Musikprojekt Burzum. Es wurde 1993 aufgenommen, aber wegen Vikernes’ Inhaftierung erst 1996 veröffentlicht.

## Entstehung
Das Album wurde mit einfachsten Mitteln aufgenommen. Für die Gitarre benutzte Vikernes ein Fuzz-Pedal und einen 1/4"-Line-Eingang und für den Gesang ein Headset. Die Gitarren haben einen extrem sägenden und trockenen Klang. Dennoch hat das Album eine gute Produktionsqualität. Zum Titel Dunkelheit wurde ein Musikvideo produziert, welches zwischenzeitlich auch auf einigen Musiksendern, unter anderem dem britischen VH-1, zu sehen war. Dieses war früher auf der Burzum-Homepage aufgelistete Spiegelserver herunterzuladen.

## Gestaltung
Das Albumcover zeigt einen Ausschnitt der Zeichnung Op under Fjeldet toner en Lur von Theodor Kittelsen. Es zeigt ein Mädchen mit einer Holztrompete. Weitere Illustrationen von Kittelsen finden sich im Beiheft.

## Titelliste
Es gibt eine Version mit norwegischen und englischen Titeln (welche von Vikernes als Original gesehen wird) und die bekanntere deutsche Version, welche auf der Erstpressung angegeben war. Ansonsten sind die Alben jedoch identisch.
1. Burzum (Dunkelheit) – 7:05
2. Jesu død (Jesus’ Tod) – 8:39
3. Beholding the Daughters of the Firmament (Erblicket die Töchter des Firmaments) – 7:53
4. Decrepitude I (Gebrechlichkeit I) – 7:53
5. Rundtgåing av den transcendentale egenhetens støtte (Rundgang um die transzendentale Säule der Singularität) – 25:11
6. Decrepitude II (Gebrechlichkeit II) – 7:53

## Musikstil
Wegen des verhältnismäßig starken Ambient-Anteils und des ungewöhnlichen Klangbilds unterscheidet sich Filosofem von den vorigen Burzum-Veröffentlichungen. Auch ist der Gesang nicht mehr klagend, sondern erinnert wegen der Verzerrung an dark-electro-typische Screams, die mit dem für Burzum davor typischen hohen Kreischen nicht mehr viel gemeinsam haben.
Die ersten drei Titel sind dem Black Metal zuzuordnen. Schlagzeug, Gitarrenriffs und Keyboard-Passagen sind extrem repetitiv. Das Ambient-Stück Rundgang um die transzendentale Säule der Singularität beispielsweise besteht im Wesentlichen aus zwei Teilen, die jeweils aus in sich fast unveränderten Keyboard-Passagen bestehen. Der Rest der 6 Lieder ist stilistisch immer noch im Black Metal anzusiedeln, wenn auch insgesamt das Tempo (vor allem der Akkordwechsel auf der Gitarre) für diese Musikrichtung niedrig bleibt. Dunkelheit und Erblicket die Töchter des Firmaments sind Beispiele für dieses langsame Tempo. Andere Beispiele für typische Stilelemente des Albums sind das Lied Jesus’ Tod [sic!] mit einer fast durchgängigen Doublebass, oder Gebrechlichkeit I und II, die Gitarrenspuren enthalten, aber kein Schlagzeug; die Titel bewegen sich zwischen Black Metal und Dark Ambient. Das Lied Dunkelheit (Burzum ist ein Wort für ‚Dunkelheit‘, siehe Sprachen und Schriften in Tolkiens Welt) war der erste Burzum-Titel, den Vikernes schrieb. Er sollte ursprünglich auf das Debüt, Vikernes war jedoch mit der Klangqualität unzufrieden und nahm ihn sechs Monate später erneut auf.

## Kritiken
Filosofem hatte einen relativ hohen Verkaufserfolg für ein Black-Metal-Album, was vor allem auf die Bekanntheit von Vikernes zurückzuführen ist. Die Kritiken waren überwiegend positiv. Robert Müller vom Metal Hammer bezeichnete Rundgang um die transzendentale Säule der Singularität als „annähernd endlose Keyboardkomposition, an der ich nichts entdecken kann, über das zu schreiben sich lohnen würde“, das Album enthalte jedoch auch die „vier bisher besten Burzum-Songs“. Er gab Filosofem fünf von sieben Punkten.

## Einfluss
Filosofem gilt als Initialzündung für die musikalische Strömung des aufkommenden Atmospheric Black Metals und des Black Ambients aus der gegenläufigen Richtung. Auch auf die Entwicklung des Blackgaze hatte es Einfluss. Bands wie Wolves in the Throne Room und Summoning benennen es als Einfluss.